# Carla Sacramento
Carla Cristina Paquete do Sacramento, portugalska atletinja, * 10. december 1971, São Sebastião da Pedreira, Portugalska.
Nastopila je na olimpijskih igrah v letih 1992, 1996, 2000 in 2004, dosegla je šesto in deseto mesto v teku na 1500 m. Na svetovnih prvenstvih je leta 1997 osvojila naslov prvakinje v isti disciplini in leta 1995 bronasto medaljo, na svetovnih dvoranskih prvenstvih srebrno medaljo leta 1995, kot tudi na evropskih prvenstvih leta 1998, na evropskih dvoranskih prvenstvih pa naslov prvakinje v teku na 1500 m leta 1996, srebrno medaljo v teku na 3000 m leta 2002 in bronasto v teku na 800 m leta 1994.